# 群馬県立前橋南高等学校
群馬県立前橋南高等学校（ぐんまけんりつ まえばしみなみこうとうがっこう）は、群馬県前橋市にある共学の県立高等学校。通称「前南」（まえなん）、または単に「南」（みなみ）。

## 概要
当時の高校進学率の上昇を受けて高校増設計画の第2陣として設置された。
教育目標として「世界に通ずる豊かな人間性を養い、日本人としての責任と誇りを持つ人間の育成」を掲げている。
創立以来の校歌、校章、制服を使用しており、前橋市内では県立の共学普通科高校としての地位を確立している。県内では最も早い時期に男子にもブレザー制服を採用した。また英語と数学の単位を多くし、全国的にも最も早くティームティーチングを取り入れた。
当時規格校舎が多く本校もその一つだったが、初代校長深沢厚吉の意向で、憩の森（校庭の一角の植樹を伴う丘）、創美の園（中庭に創作を行えるようにした)などキャンパスに独自性を持たせる配慮がなされた。
また「文武両道」をモットーしており、演劇部は「全国高総文祭みやざき2010」における全国大会で最優秀を受賞し、国立劇場にて上演を行った。

### 交通
- 永井バス
  - 前橋公園行き
  - 前橋駅行き
  - 下川団地行き
  - 玉村町役場行き

の南高校入口下車

### 設置学科
- 全日制課程　普通科

## 沿革
- 1975年11月 ‐ 群馬県立前橋南高等学校として設置
- 1976年 ‐ 第1回入学式を挙行
- 1986年 ‐ 創立10周年記念式典挙行
- 1995年 ‐ 創立20周年記念式典挙行
- 2005年 ‐ 創立30周年記念式典挙行
- 2015年 ‐ 創立40周年記念式典挙行

## 著名な出身者
- 福島弘和 - 作曲家
- 川辺優紀子 - モデル
- こばやしけん太 - 効果音芸人
- 関口光太郎 - 造形作家
- 狩野浩志 - 第93代群馬県議会議長